# Alfonso di Poitiers
Alfonso di Francia conosciuto come Alfonso di Poitiers (Poissy, 11 novembre 1220 – Corneto, 21 agosto 1271) fu conte di Poitiers dal 1226, e conte consorte di Tolosa e marchese consorte di Provenza dal 1249 fino alla sua morte.

## Origine
Alfonso era il fratello di Luigi IX il Santo, re di Francia e di Carlo I, re di Sicilia.
Come risulta dal Chronicon Turonense in cui vengono elencati i sette figli ancora in vita al momento della morte di Luigi VIII, era l'ottavo figlio (ma maschio quartogenito ancora in vita, nel 1225, quando Luigi VIII fece testamento) del re di Francia, Luigi VIII il Leone e di Bianca di Castiglia (1188-1252), che secondo la Chronica Albrici Monachi Trium Fontium era la figlia del re di Castiglia Alfonso il Nobile od il Buono (1155-1214) e di Eleonora d'Inghilterra (1162-1214).
Luigi VIII di Francia, come risulta dagli Annales S. Benigni Divionensis era figlio del settimo re di Francia della dinastia Capetingia, Filippo II noto anche come Filippo Augusto, Filippo il Conquistatore o Filippo il Guercio e della sua prima moglie, Isabella di Hainaut (1170-1190), figlia del conte di Hainaut Baldovino V e della contessa di Fiandra, Margherita I e sorella del conte di Fiandra, Baldovino IX

## Biografia

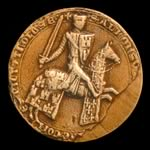
Sigillo di Alfonso di Poitiers

Nel giugno del 1125, secondo le Layettes du Trésor des Chartes II, suo padre, Luigi VIII, fece testamento, disponendo che al suo quarto figlio (Alfonso), alla sua morte sarebbe toccata la contea di Poitiers (quartus filius noster habeat comitatum Pictavie et totam Alverniam).
Nel 1226, alla morte del padre, che secondo il Chronicon Turonense avvenne l'8 novembre ricevette in eredità il titolo di conte di Poitiers, che non poté governare, in quanto minorenne.
Nel 1227, a Vendôme, fu stipulato un contratto di matrimonio per cui, Alfonso, ancora bambino (di circa sette anni) avrebbe sposato Isabella di Lusignano (ancora in fasce, 1227 circa - 14 gennaio 1300), figlia del Conte de La Marche, Ugo X detto il Bruno, Signore di Lusignano e della moglie, Isabella Contessa di Angoulême.
Continuando nella Crociata contro gli albigesi, cominciata, nel 1126, da suo padre, Luigi VIII, il nuovo re di Francia, suo fratello, Luigi IX, guidato dalla madre, Bianca di Castiglia, portò a termine la conquista della contea di Tolosa, e dopo la caduta di Tolosa, nel 1228, fu raggiunto un compromesso con il trattato di Parigi, dell'11 giugno 1229 in cui fu sottoscritto che la contea di Tolosa ed il marchesato di Provenza, privata dei territori del ducato di Narbona e della viscontea di Nîmes e dei territori che erano entro i confini dell'impero perduti da Raimondo VI, nel 1215 (questi ultimi, Avignone ed il Contado Venassino, Raimondo VII li dovette cedere definitivamente alla chiesa), rimasero al conte Raimondo VII, però vassallo della Francia, con l'impegno di far maritare Alfonso, fratello del re, Luigi IX l'erede di Raimondo VII, Giovanna, come conferma la Chronique de Guillaume de Puylaurens che specifica che Giovanna aveva nove anni e che fu consegnata ai commissari regi di Carcassonne: a seguito di questo accordo, secondo il documento n° CLII della  Histoire Générale de Languedoc avec des Notes, Tome V, fu pubblicato il 26 giugno 1229 una dispensa papale, per poter permettere il matrimonio, pur essendo i due promessi consanguinei di quarto grado. Giovanna era l'unica figlia del conte di Tolosa, marchese di Provenza e duca di Narbona, Raimondo VII il Giovane e di Sancha d'Aragona (come risulta dalla nota CXX della  Histoire Générale de Languedoc avec des Notes, Tome II, in cui viene ricordata la nascita di Giovanna, nel 1220) (1186-ca.1241), che, secondo la Ex Gestis Comitum Barcinonensium, era la figlia terzogenita del re d'Aragona Alfonso il Casto (1157-1196) e di Sancha di Castiglia, figlia del re di Castiglia, Alfonso VII.
Il matrimonio, secondo la Chronique de Guillaume de Nangis, fu celebrato nel 1241, mentre la Chronica Albrici Monachi Trium Fontium lo riporta nel 1237.
Sempre la Chronique de Guillaume de Nangis ci riferisce che, poche giorni dopo le nozze di Giovanna con Alfonso, il re di Francia Luigi IX, nominò cavaliere Alfonso, donandogli, in perpetuo, il Poitou, l'Alvernia e i domini che la moglie avrebbe ereditato, nella terra degli Albigesi e nello stesso tempo chiese a Ugo X di Lusignano, Conte de La Marche di rendere omaggio a suo fratello Alfonso, conte di Poitiers; Ugo X avrebbe preferito trattare, ma fu spinto alla ribellione dalla moglie, Isabella d'Angoulême. Ugo X, allora, si ribello.
Alfonso aiutò il fratello Luigi IX a mettere insieme un esercito che invase il Poitou, mentre i ribelli ricevevano l'aiuto del re d'Inghilterra, Enrico III, che, il 12 maggio 1242, sbarcò a Royan, con scarse truppe (circa trecento cavalieri); allora il padre di Giovanna, Raimondo VII, appoggiando la ribellione contro suo genero, Alfonso di Poitiers, di Ugo X di Lusignano, si affrettò ad occupare Narbona e Béziers. Ma, il 21 luglio 1242, al ponte di Taillebourg l'esercito francese spaventò l'armata avversaria, composta dai ribelli del Poitou, dai guasconi e dal re Enrico II, che si ritirò senza combattere, trovando rifugio entro le mura di Saintes. Il giorno dopo gli inglesi e i guasconi tentarono una sortita, ma si ritirarono subito dopo da Saintes, i rivoltosi si demoralizzarono, Ugo X si arrese (Ugo X di Lusignano e Isabella d'Angoulême dovettero inginocchiarsi al cospetto di Luigi IX e chiedere misericordia. Isabella si ritirò in convento, a Fontevrault, dove, dopo quattro anni, morì), il conte di Foix abbandonò la coalizione antifrancese e Raimondo VII, minacciato di scomunica, supplicò il re Luigi IX, che gli concesse il perdono in cambio della promessa di combattere l'eresia e attenersi al trattato di Parigi del 1229.
Nel 1248, secondo la Chronique de Guillaume de Nangis, Alfonso rimase Parigi, per aiutare la madre Bianca di Castiglia, che governava la Francia per conto di Luigi IX, che si era imbarcato da Aigues-Mortes, per la settima crociata. Sempre la Chronique de Guillaume de Nangis ci riferisce che Alfonso, l'anno dopo, raggiunse il fratello, dopo la conquista di Damietta,
Nel 1249, alla morte di Raimondo VII, il 27 settembre, la figlia Giovanna, gli subentrò, nei titoli di contessa di Tolosa e marchesa di Provenza, mentre il marito Alfonso era alla crociata.
Nel 1250, Alfonso venne catturato e imprigionato dai Saraceni, poi, dopo, essere stato liberato, sempre nel 1250, Alfonso ritornò dalla crociata; Matteo di Parigi, nel suo English history ci descrive il rientro via mare di Alfonso ed il fratello, Carlo I d'Angiò. Alfonso prese possesso della contea di Tolosa, nel mese di ottobre, facendo il suo ingresso ufficiale in città, il 23 maggio 1251 ed, essendo molto avido, esercitò il governo degli stati che erano nelle sue mani con operazioni che, con l'appoggio reale gli permisero di ottenere importanti benefici.
Alfonso e la moglie non risiedettero a Tolosa ma preferirono rimanere a Parigi, accanto al re Luigi IX. E assieme al fratello Alfonso cercò di riportare alla normalità le terre dei Catari, dove i giudizi dovevano essere retti, le estorsioni e le espropriazioni dovevano cessare ed infine le tasse dovevano essere ridotte.
Nel 1252, secondo la English history di Matteo di Parigi, Alfonso fu colpito da una grave malattia che lo portò ad una paralisi.
Nel 1259, a Parigi, fu stipulata la pace tra Luigi IX ed Enrico III, dove tra le altre clausole fu riconosciuto ad Enrico il diritto di successione in tutti i territori dell'Agenais e Saintonge a sud della Charente nel caso che Alfonso e Giovanna fossero morti senza eredi.
Nel 1270 Alfonso partecipò all'ottava crociata, assieme alla moglie Giovanna, ma, a Tunisi, furono entrambi colpiti dalla dissenteria che aveva portato alla morte il re di Francia. Dopo la morte di Luigi IX, malati, Alfonso e Giovanna, intrapresero il viaggio di ritorno, durante il quale, Giovanna redasse un testamento nel mese di giugno 1271, in cui oltre a disporre di lasciti si premurò di richiedere di essere sepolta a Parigi, nella chiesa di Notre-Dame de Gercy, che assieme al marito avevano contribuito a costruire, come ci conferma il documento nº 535 della  Histoire Générale de Languedoc avec des Notes, Tome VIII. La morte li colse durante il viaggio di ritorno, a Corneto, l'odierna Tarquinia, sul litorale laziale, il 21 agosto, Alfonso e il 25 agosto 1271, Giovanna. Secondo la nota CXX della  Histoire Générale de Languedoc avec des Notes, Tome II, la morte di Alfonso viene riportata, nel 1271, di venerdì, nei pressi di Savona, mentre quella di Giovanna di lunedì, nello stesso luogo dove era già morto il marito.
Essendo deceduti senza figli, per il trattato di Parigi del 1259 tutti i territori dell'Agenais e Saintonge a sud della Charente avrebbero dovuto essere consegnati al re d'Inghilterra e duca d'Aquitania, Enrico III. Ma ciò non avvenne e tutte le proprietà della coppia vennero annesse alla corona di Francia. Anche questa fu materia del contenzioso che portò alla guerra dei cent'anni, del secolo successivo.

## Discendenza
Alfonso da Giovanna non ebbe figli, né si ha notizia di altri eventuali discendenti.

## Ascendenza
|                           |                         |                          | Genitori                     |  |  | Nonni |  |  | Bisnonni             |  |  | Trisnonni           |  |
|                           |                         |                          |                              |  |  |       |  |  | Luigi VII il Giovane |  |  | Luigi VI di Francia |  |
|                           |                         |                          |                              |  |  |       |  |  | Luigi VII il Giovane |  |  | Luigi VI di Francia |  |
|                           |                         | Adelaide di Savoia       |                              |  |  |       |  |  | Luigi VII il Giovane |  |  |                     |  |
| Filippo II di Francia     |                         |                          |                              |  |  |       |  |  | Luigi VII il Giovane |  |  |                     |  |
|                           |                         | Adèle di Champagne       | Tebaldo II di Champagne      |  |  |       |  |  |                      |  |  |                     |  |
|                           |                         | Adèle di Champagne       | Tebaldo II di Champagne      |  |  |       |  |  |                      |  |  |                     |  |
|                           |                         | Adèle di Champagne       | Matilde di Carinzia          |  |  |       |  |  |                      |  |  |                     |  |
| Luigi VIII di Francia     |                         | Adèle di Champagne       |                              |  |  |       |  |  |                      |  |  |                     |  |
|                           |                         | Baldovino V di Hainaut   | Baldovino IV di Hainaut      |  |  |       |  |  |                      |  |  |                     |  |
|                           |                         | Baldovino V di Hainaut   | Baldovino IV di Hainaut      |  |  |       |  |  |                      |  |  |                     |  |
|                           |                         | Baldovino V di Hainaut   | Alice di Namur               |  |  |       |  |  |                      |  |  |                     |  |
| Isabella di Hainaut       |                         | Baldovino V di Hainaut   |                              |  |  |       |  |  |                      |  |  |                     |  |
|                           |                         | Margherita I di Fiandra  | Teodorico di Alsazia         |  |  |       |  |  |                      |  |  |                     |  |
|                           |                         | Margherita I di Fiandra  | Teodorico di Alsazia         |  |  |       |  |  |                      |  |  |                     |  |
|                           |                         | Margherita I di Fiandra  | Sibilla d'Angiò              |  |  |       |  |  |                      |  |  |                     |  |
| Alfonso di Poitiers       |                         | Margherita I di Fiandra  |                              |  |  |       |  |  |                      |  |  |                     |  |
|                           | Sancho III di Castiglia | Alfonso VII di León      |                              |  |  |       |  |  |                      |  |  |                     |  |
|                           | Sancho III di Castiglia | Alfonso VII di León      |                              |  |  |       |  |  |                      |  |  |                     |  |
|                           | Sancho III di Castiglia | Berengaria di Barcellona |                              |  |  |       |  |  |                      |  |  |                     |  |
| Alfonso VIII di Castiglia | Sancho III di Castiglia |                          |                              |  |  |       |  |  |                      |  |  |                     |  |
|                           |                         | Bianca Garcés di Navarra | García IV Ramírez di Navarra |  |  |       |  |  |                      |  |  |                     |  |
|                           |                         | Bianca Garcés di Navarra | García IV Ramírez di Navarra |  |  |       |  |  |                      |  |  |                     |  |
|                           |                         | Bianca Garcés di Navarra | Margherita de l'Aigle        |  |  |       |  |  |                      |  |  |                     |  |
| Bianca di Castiglia       |                         | Bianca Garcés di Navarra |                              |  |  |       |  |  |                      |  |  |                     |  |
|                           |                         | Enrico II d'Inghilterra  | Goffredo V d'Angiò           |  |  |       |  |  |                      |  |  |                     |  |
|                           |                         | Enrico II d'Inghilterra  | Goffredo V d'Angiò           |  |  |       |  |  |                      |  |  |                     |  |
|                           |                         | Enrico II d'Inghilterra  | Matilde d'Inghilterra        |  |  |       |  |  |                      |  |  |                     |  |
| Eleonora d'Inghilterra    |                         | Enrico II d'Inghilterra  |                              |  |  |       |  |  |                      |  |  |                     |  |
|                           |                         | Eleonora d'Aquitania     | Guglielmo X di Aquitania     |  |  |       |  |  |                      |  |  |                     |  |
|                           |                         | Eleonora d'Aquitania     | Guglielmo X di Aquitania     |  |  |       |  |  |                      |  |  |                     |  |
|                           |                         | Eleonora d'Aquitania     | Eleonora di Châtellerault    |  |  |       |  |  |                      |  |  |                     |  |
|                           |                         | Eleonora d'Aquitania     |                              |  |  |       |  |  |                      |  |  |                     |  |

### Fonti primarie
- (LA) Monumenta Germaniae Historica, Scriptores, tomus XXIII. URL consultato il 1º marzo 2020 (archiviato dall'url originale il 14 ottobre 2013)..
- (LA) Histoire Générale de Languedoc avec des Notes, tome V..
- (LA) Rerum Gallicarum et Francicarum Scriptores, tomus XII..
- (LA) Histoire Générale de Languedoc avec des Notes, Tome II..
- (LA) Rerum Gallicarum et Francicarum Scriptores, tomus XVIII..
- (LA) Histoire Générale de Languedoc avec des Notes, Tome VIII..
- (LA) Monumenta Germaniae Historica, Scriptores, tomus V. URL consultato il 1º marzo 2020 (archiviato dall'url originale il 23 agosto 2017)..
- (LA) Layettes du Trésor des Chartes II..

### Letteratura storiografica
- Charles Petit-Dutaillis, Luigi IX il Santo, in «Storia del mondo medievale», vol. V, 1980, pp. 829–864
- Hilda Johnstone, Francia: gli ultimi Capetingi, in «Storia del mondo medievale», vol. VI, 1980, pp. 569–607
- Hilda Johnstone, Inghilterra: Edoardo I e Edoardo II, in «Storia del mondo medievale», vol. VI, 1980, pp. 673–717
- Paul Fournier, Il regno di Borgogna o di Arles dall'XI al XV secolo, in «Storia del mondo medievale», vol. VII, 1981, pp. 383–410
- (EN) English history, vol. II, su archive.org.
- (FR) Chronique de Guillaume de Puylaurens..
- (FR) Chronique de Guillaume de Nangis..